# Моторвагонне депо Коломия
Моторвагонне депо Коломия – транспортний підрозділ Львівської залізниці, що розташований в місті Коломия

## Історія створення
Моторвагонне депо Коломия створене в 1896 році на місці паровозоремонтних майстерень після введення в експлуатацію залізничної колії головного ходу Львів – Чернівці, що була запущена в дію в 1866 році.
А ще до того, в 1886 році Коломия стала першим і єдиним галицьким містом, у якому була проведена колія міського потягу (надземного метро або парового трамваю), так як у Відні, Інсбруку або Мілані. Львів так і не ризикнув запровадити подібний потяг у себе, хоча плани були.
Змінювались часи, епохи, змінювались держави, але послуги депо завжди були затребувані.
За час існування депо три рази міняло вид руху, рухомого складу і також назву. 
З початку і до 1960 року в депо експлуатувались паровози різних серій від малопотужних на початку до потужних серії Ер в подальшому. Називалось тоді депо паровозним.
В 1960 році депо було перейменовано на локомотивне, перейшло на тепловозну тягу спочатку тепловозами серії ТЕ2, в 1970 році - перехід на сучасніші тепловози ТЕ3, які вірою і правдою прослужили до 1994 року. Від 1994 до 2008 року в депо працювали тепловози М62 та 2М62. 
В цей же період від 1972 року в депо поступали на експлуатацію угорські дизель-поїзди серії Д1, які і в даний час ще експлуатуються. 
1999 рік ознаменований випуском першого вітчизняного дослідного дизель-поїзда ДТЛ1, який складається з модернізованого тепловоза 2М62 та причіпних вагонів серії 1003, а в 2001 році завод-виготовлювач - ХК “Луганськтепловоз” запустив в серійне виробництво дизель-поїзд ДПЛ1, в складі якого одна секція тепловоза 2М62, 2 причепних вагони, а також причепний вагон з кабіною управління для управління дизель-поїздом при русі в протилежному від тепловоза напрямку.
З 01 січня 2009 року при реформуванні локомотивного господарства депо стало моторвагонним, тепловози М62 та 2М62 були передані в локомотивне депо Чернівці. 
В 2013 році в експлуатацію поступив перший вітчизняний дизель-поїзд з електричною передачею змінного струму серії ДЕЛ02 виробництва ХК «Луганськтепловоз». Дизель-поїзд має сучасний зовнішній вигляд, систему відеонагляду, систему кондиціювання повітря в кабінах машиніста, техніко - економічні характеристики, але на жаль, на сьогоднішній день завод не працює і не випускає таку потрібну Україні продукцію через події, що відбуваються на сході України. Тому цей дизель-поїзд так і залишився єдиним на Львівській залізниці.
Через зміни видів руху та інші нагальні причини в депо протягом існування проводились декілька реконструкцій.
В 1944 році після визволення Коломиї від фашистського ярма була проведена перша реконструкція, коли добудована віялова споруда від чотирьох оглядових канав до 9-ти, побудована піскосушилка, поворотний круг, пункт технічного огляду (ПТОЛ) на відкритому повітрі, паливний склад.
В 1972 році при переході на тепловозну тягу проведена друга реконструкція, побудований цех поточного ремонту ПР-3 тепловозів; нова сучасна на той час газова котельня; новий паливний склад дизпалива і масел; насосна дизпалива і насосна масел; новий вугільний склад.
В 1985 році проводилась третя реконструкція, коли побудовані новий цех ПТОЛ «Плауен», будівля цеху експлуатації, піскосушилка, водопідготовка, насосна дизпалива, паливний склад, сімейний гуртожиток.
До складу депо входить також оборотне депо Івано-Франківськ, якому також сповнилось 122 роки від часу існування (1896 -1957 роки основне депо).
Не оминули реконструкції і оборотного депо Івано-Франківськ. В 1944 році були побудовані ремонтні цехи, паливний склад з набором необхідних будівель. При перетворенні депо в оборотне ремонтні цехи, де виконувались підіймальні ремонти паровозів, були передані в склад ТРМ Івано-Франківськ, створені саме в той час.